# Dijana (mitologija)
Dijana je staroitalska boginja svjetla, Mjeseca i života, koju su Rimljani već u najstarija vremena izjednačili s grčkom boginjom Artemidom. Dijana je bila zaštitnica lovaca, kćer Jupitera i Lete. Bila je sestra Apolona, boga Sunca.